# 隔空投送
隔空投送（英语：AirDrop）是蘋果公司的MacOS和iOS操作系统中的一个隨建即連網路，自Mac OS X Lion（Mac OS X 10.7）和iOS 7起引入，允许在支持的麦金塔计算机和iOS设备上传输文件，无需通过邮件或大容量存储设备。
在OS X Yosemite（OS X 10.10）之前，OS X 中的AirDrop协议不同于iOS的AirDrop协议，因此不能互相传输。但是，OS X Yosemite或更新版本支持iOS的AirDrop协议（使用Wi-Fi和藍牙），这适用于一台Mac与一台iOS设备以及两台2012年或更新版本的Mac计算机之间的传输。使用旧AirDrop协议（只使用Wi-Fi）的旧模式在两台2012年或更早的Mac计算机之间传输也是可行的。
AirDrop所容纳的文件大小没有限制。苹果用户报告称AirDrop能传输小于10GB的视频文件。

## 环境

### macOS
在运行OS X 10.7的Mac上，AirDrop可以在Finder視窗側邊欄中使用。在OS X 10.8.1或更新版本的Mac上，它也可以通过選单“前往”→“AirDrop”或按⇧ Shift+⌘ Cmd+R来存取。
必须开启Wi-Fi，AirDrop才能识别其他裝置。其他设备还必须在Finder視窗側邊欄中选择AirDrop才能传输檔案。此外，檔案不会被自动接受；接收用户必须接受传输。这是为提高安全性和隐私性。

### iOS
在iOS 7或更新版本上，AirDrop可以通过控制中心启用。AirDrop启用时Wi-Fi和蓝牙都将自动开启，因为两者都会被使用。
控制其他裝置发现AirDrop的选项包括：
- 看不到此裝置（关闭Airdrop）
- 仅限聯絡人能看到此裝置
- 所有人都能看到此裝置。

在iOS 7及更新版本中，如果應用程式实现AirDrop支援，它可以通过“共享”按钮使用。AirDrop在iOS上受到多项限制，例如无法从內建应用程式分享音乐或影片。

## 系统限制

### iOS需求（在两台iOS裝置间传输）
搭載iOS 7或更新版本：
- iPhone：iPhone 5或更新版本
- iPad：iPad (第四代)或更新版本
- iPad mini：iPad Mini (第一代)或更新版本
- iPod touch：iPod touch 5或更新版本

尽管非預設支援，AirDrop可以在iPad (第三代)上非正式地启用——在越獄的裝置上通过Cydia安装“AirDrop Enabler 7.0+”。苹果公司不保证此过程。

### macOS需求（在两台Mac電腦間传输）
搭載Mac OS X Lion（10.7）或更新版本：
- MacBook Pro（2008年后期）或更新版本，不包括MacBook Pro（17英寸，2008年后期）
- MacBook Air（2010年后期）或更新版本
- MacBook（2008年后期）或更新版本，不包括白色MacBook（2008后期）
- iMac（2009年）早期或更新版本
- Mac mini（2010年中期）或更新版本
- Mac Pro（2009年早期，具有AirPort Extreme卡，或者2010中期或更新版本）

AirDrop也支援黑蘋果（PC改裝後執行Mac OS X），但需要配備AirDrop支援的Wi-Fi網卡，如Broadcom的4322/94322。儘管蘋果聲稱AirDrop有其限制，但黑客們發現AirDrop可以在任何執行OS X Lion的Mac上使用，只需輸入特定代碼。並且該項功能還可透過乙太網路使用。

### macOS与iOS需求（在一台Mac与一台iOS裝置间传输）
要在一台Mac与一台iPhone、iPad或iPod touch之间传输文件，所需的最低要求为：
搭載OS X Yosemite（10.10）或更新版本：
- MacBook Air（2012年中期）或更新版本
- MacBook Pro（2012年中期）或更新版本
- iMac（2012年后期）或更新版本
- Mac mini（2012年后期）或更新版本
- Mac Pro（2013年后期）或更新版本

搭載iOS 8或更新版本
- iPhone：iPhone 5或更新版本
- iPad：iPad (第四代)或更新版本
- iPad mini：iPad Mini (第一代)或更新版本
- iPod touch：iPod touch 5或更新版本

Mac和iOS裝置的蓝牙和Wi-Fi都必须开启。（两个设备不需要連線到同一个Wi-Fi網路。）

## 安全与隐私
AirDrop在传输文件时使用傳輸層安全協議。将AirDrop设为接收“所有人”的用户可能收到附近的陌生人发送的非期望的露骨色情图片。

## 限制及問題
迄今為止，蘋果並未介紹文件通過不同的設備傳輸時經過了何種轉換。
通過隔空投送所傳輸的文件和源文件可能並不一致，網友在不同的Mac和iPhone設備間傳輸同一文件，結果發現在不同設備中的文件並不相同。例如將iPhone 8 Plus所拍攝的4K 60p的視頻通過AirDrop傳輸給iPhone 7 Plus時，最初設備會顯示「正在轉換」；同樣將iPhone 8 Plus所拍攝的4K 60p的視頻傳遞給iPhone 5一類的設備後，其文件大小會有很大改變。
2022年11月10日，蘋果推出iOS 16.1.1，中國大陆地區用戶升級iOS 16.1.1後，該地區用戶的AirDrop功能開放給「所有人」後，會在10分鐘後自動關上。根据德国之声的报道，这次限制AirDrop的更新与北京四通桥抗议后人们使用该功能分享政治敏感内容有关。此功能原为中国大陆地区用户“独享”，但在2022年12月7日，苹果推出iOS 16.2 RC版本后，此限制功能在全球上线。